# 蔵叟朗誉
蔵叟朗誉（ぞうそう ろうよ）は、鎌倉時代前中期の臨済宗の僧。

## 経歴・人物
上野長楽寺の釈円栄朝の法を嗣ぎ、長楽寺をへて栄朝の寂後、正元元年（1259年）より鎌倉寿福寺の住持となる。晩年は長楽寺に戻った。
建治3年6月4日（1277年7月6日）、法談中に寂した。
群馬県指定重要文化財の『木造伝徳川義季像』は、名前の通り長楽寺開基の得川義季（世良田義季）の像とされているが、禅宗高僧の像であることから蔵叟朗誉をモデルにしたという説もある。